# Wacław Węgierski
Wojciech Węgierski herbu Belina (ur. 1556, zm. 1613),
szlachcic wielkopolski, syn Wojciecha Węgierskiego starszego. Pochodził z Węgierek w dawnym powiecie pyzdrskim. 
Po śmierci ojca sprzedał on swój niewielki dział roli i przeniósł się do wielkopolskiego miasteczka Ostroróg. Należał do Kościoła braci czeskich. Miał być moderatorem szkoły tego wyznania w Lesznie. Przed 1581 r. poślubił nieznaną z nazwiska Jadwigę, z której miał syna Macieja Węgierskiego (1581–1638). Po śmierci pierwszej żony, przed 1586 r. zawarł powtórny związek małżeński z Małgorzatą z Ruchajewiczów (Ruchajewskich) (1564–1640). Ich potomstwem byli kolejno: Tomasz Węgierski (1587–1653), Jan Węgierski (1591–1636), Andrzej Węgierski (1600–1649) oraz Wojciech Węgierski (1604–1659). Wszyscy oni zostali protestanckimi kaznodziejami. Choć rodzina wywodziła się ze środowiska wyznaniowego braci czeskich, wszyscy synowie Wacława zostali duchownymi kalwińskimi.